# Castanhs
Castanhs (en francès Castans) és un municipi de França de la regió d'Occitània, al departament de l'Aude